# Trichoscypha baldwinii
Trichoscypha baldwinii är en sumakväxtart som beskrevs av Ronald William John Keay. Trichoscypha baldwinii ingår i släktet Trichoscypha och familjen sumakväxter. Inga underarter finns listade i Catalogue of Life.